# 姚錦
姚錦（1909年4月10日—1952年6月18日），廣東省順德縣人，中國共產黨員，私立義民中學教務主任，因黎明華自新後供出組織後判處死刑，1952年6月18日槍決於水源路刑場。

## 生平
姚錦，1909年生於廣東省順德縣，廣東省立勷勤大學經濟系肄業，曾任教廣東省鬱南縣中，1931年廣東省軍政大權落入陳濟棠控制，姚錦曾任陳濟棠部第一集團軍總司令部上尉附員，之後先後服務於福建省平和縣政府、廣東省女子職業學校，並在廣東省佛山元甲中學任教期間認識麥錦裳，與麥錦裳結婚。
1945年戰後，姚錦在廣州結識了從台灣到大陸參加抗日的蕭道應、黃素貞夫婦。並透過他們認識了曾服務於東區服務隊的鍾浩東。
1946年6月，私立義民中學籌辦，朱盛淇邀請姚錦擔任義民中學教導主任兼代理校長一職，然而，因朱盛淇參加新竹縣長選舉當選，姚錦實質是義民中學校長。
1946年二戰結束後，鍾浩東與蕭道應在東區服務隊的戰友黎明華從廣東來台謀職，鍾浩東在省立基隆中學擔任校長，黎明華來台時先在台北商校服務。228事件時在台北遭到暴民毆打，躲藏於蕭道應家中逃過一劫，因此暫住蕭道應家中。此時鍾浩東、蕭道應等人都先後加入共產黨，當時洪幼樵與張志忠積極發展組織，黎明華在廣東時思想左傾，後來更離開東區服務隊加入中共在廣東的東江縱隊，因此恢復與組織的關係。
姚錦到任義民中學後曾到基隆中學考察，鍾浩東向姚錦介紹教師，不久黎明華透過蕭道應介紹到義民中學擔任教職。同時，在東江縱隊的戰友徐新傑、鍾履霜也聘任到義民中學。
黎明華進入義民中學後，向代理校長姚錦引薦張志忠、洪幼樵等人，黎明華在義民中學的廣東同鄉黃賢忠也被吸收加入省工委，黃賢忠介紹邱興生加入。姚錦吸收師院生范榮枝、劉鄹昱，以及徐代德與徐代錫，徐代錫在中壢鎮公所，將中壢地區的農工等社會統計資料提供給姚錦，另一名教師丁潔塵則受代理校長姚錦說服與丈夫樊志育提供自傳加入。
光明報事件爆發後鍾浩東等人很快被逮捕，與鍾浩東有聯繫的黎明華開始逃亡，1951年7月黎明華落網後自新，退出省工委，將相關案件供出。根據黎明華、劉興炎的供辭，義民中學案1951年7月24遭調查局破獲，本案相關共有樊志育、丁潔塵、范榮枝、徐代德、邱興生、姚錦、徐代錫、黃賢忠、劉鄹昱、麥錦裳、楊環、邱慶麟等12人，其中邱興生、姚錦、徐代錫、黃賢忠四人遭判死刑，樊志育、丁潔塵、范榮枝、徐代德等判10年徒刑，劉鄹昱、麥錦裳(姚錦妻)、楊環(黃賢忠妻)各5年徒刑，邱慶麟無罪但遭到羈押26日。
由於姚錦相信保密局坦白從寬的說法，供詞相當詳盡，其所工作內容除了實施共產主義教育、發展群眾組織、提供地圖或軍事情報等。黎明華所成立的楊梅與中壢支部，楊梅中學教員宋增勳，因為沒有逃亡被供出之後也判處死刑遭到槍決，與陳福星、黎明華一起逃亡的胡玉麟則因為自新逃過一劫。數十年後，姚錦在台灣的後人前往廣東順德尋訪他的生平，赫然發現姚錦從未到過此地，因此姚錦的真實身分也無從得知了。
1952年6月18日，姚錦、邱興生、徐代錫、黃賢忠四人槍決於水源路刑場。

## 紀念
2013年10月 北京西山國家森林公園的無名英雄廣場上立有無名英雄紀念碑，為紀念來台灣在1950年代被處決「隱避戰線烈士」而設立，姚錦銘刻於紀念碑上，為中共國家安全部追認之中華人民共和國烈士。

## 平反
2018年12月7日，促進轉型正義委員會促轉三字第1075300110B號，公告受難者林慶雲君等1270人應予平復司法不法之刑事有罪判決暨其刑，其中(41)安潔字第 1059 號，有關姚錦共同意圖顛覆政府而著手實行之有罪判決暨其刑及沒收之宣告正式撤銷。